# Plaion
Plaion anteriormente llamada como Koch Media es una multinacional alemana.

## Historia
Koch Media es una empresa de medios de comunicación se inició en 1994 por Franz Koch y el Dr. Klemenz Kundratitz.
Koch Media produce y comercializa software, juegos, cine y DVD. Ventas, comercialización y distribución de la cubierta de Europa y, desde abril de 2008, los EE. UU. Koch Media tiene su oficina central en Planegg, Munich, con filiales en Inglaterra, Francia, Austria, Suiza, Italia, España, los países nórdicos, el Benelux y los EE. UU. Como productor de juegos de ordenador, Koch Media se conoce con el nombre de Deep Silver.